# 最低賃金 (フランス)
フランスの最低賃金（さいていちんぎん）は、全業種を対象に法律が定める基準（SMIC）と、業種別に労働協約によって定められた基準とがあり、双方を上回る必要がある。均等待遇の原則（同一労働同一賃金）が根付いているため同種の職種で賃金格差が付きづらいが、職歴の浅い者は最低賃金に近い水準となっている。
2024年11月現在、フランスの最低賃金は、11.88ユーロとなっている。

## 歴史的経緯

OECD各国の実質最低賃金（時給,PPPUSD）

### 1915年（制度創設） - 1950年（SIMG創設）
フランスで初めて最低賃金制度が出来たのは、1915年であった。ただし対象は、衣料関連の家内労働者に対してのみであった。
そして、1936年に労働協約の一般的賃金制度で、地域別・職種・技能別の賃金の最低額 (salaires minima)が設定された。

### 1950年（SIMG創設） - 1970年（SIMC創設）
全労働者を対象にした最低賃金制度が出来たのは、1950年であり、SIMICの前身にあたる「全職業最低保証賃金」SMIG(salaire minimum interprofessionnel garanti)が定められた。
この賃金制度は、パロデイ命令（1945年）に基づき行われていた賃金統制を撤廃させる代わりに、導入された。また導入背景には、激しいインフレから労働者の実質賃金水準を守ることと労使の団体交渉能力が限られていたことにある。
このSIMGには、SIMICと異なる特徴があった。
1. 労使からなる全国労使交渉委員会により最低賃金額を決定させる。
2. 農業・非農業の区分、地域差（パリのSMIGは他の地域より1 - 3割高かった）及び年齢差により、最低賃金額が異なっていた。

導入度後、朝鮮戦争による影響により、激しいインフレが起こったため、1952年7月18日の法律により、SMIGを最低4カ月に1度は、物価変動に応じて自動的に調整する仕組みが採用された。それ以降、物価上昇率が5%を超える度に見直された。
その後、SMIG改定によるインフレ効果を和らげるために、1957年6月16日の法律でSMIGの引上げは物価上昇率が2％を超える度に行うと改められた。この法律には、国民所得も考慮に入れるように定めた。
しかしながら、SIMGは、多くの点でパロデイ命令による賃金統制の名残りがあり、制度的にも経験の浅い労働者の標準賃金的なものであったため、その後もSIMGがほとんど上がらなかった。一方、平均賃金は栄光の30年間（第二次世界大戦後から1973年までのフランスの経済成長）により上昇し、SIMGと平均賃金の格差は広がるばかりであった。
1968年春のいわゆる「5月革命」の事態鎮静化を図るために締結された政労使による「グルネル協定」によって、SIMGを35%もの異常な引き上げが行われた。それだけでなく、この協定により年齢も地域も関係ない全国一律の最低賃金制度となった。

### 1970年（SIMC創設） - 1998年（オーブリ法制定）
SIMGと平均賃金との格差拡大を解決させるため、政府は1970年1月2日の法律でSMIGは新たな最低賃金SMIC(salaire minimum interprofessionnel de croissance) に取って代わられ、導入された。
SIMCとSIMGでは、以下の相違点がった。
1. SMIGでは地域間の調整はあったが、SMICではなされないこと
2. SMIG が雇用者の最低限の生活保証のみを目的としていたのに対し、SMICは最低賃金層に経済発展による恩恵を受けれるようにすることも目的に含めた。

SIMC導入により、平均賃金との格差は縮小していった。
特に、1972年から1975年にかけてSMICは大幅に引き上げられ、その購買力は 28.6％も上昇した（同時期の平均賃金の購買力の伸びは+17.5％）。その後、1970年代末にはSMICの伸びは抑えられた。
しかし、1981年にミッテラン大統領が就任すると、SMICは直ちに10％引き上げられた。
その後、政府がインフレ抑制へと舵を取ったため、1990年までの SMIC上昇率はかなり低く抑えられた。その為、最低賃金雇用者の購買力は伸び悩んだ。
1990年初めに、SIMC水準の賃金である雇用者に対して社会保険料の使用者負担分軽減措置が取られたことで、SIMCは再び抑えずに上昇できるようになった。
だが、1998年になると、今度はオーブリ法による時短の進行がSMICのメカニズムに支障をきたすことになった。

### 1998年（オーブリ法制定）以降
オーブリ法は週39時間労働を、週35時間へと労働時間を減らす法律であったが、賃金は据え置きのままにしたため、SIMICを実質11%上昇させるものであった。
そのため、政府は2002年まで毎年7月1日に月額所得保障（GMR）制度という不規則なシステムを創設した。GMRの水準は時短導入時点の最低賃金額に基づいて計算されるため、オーブリ法以前から存在していたSMICの他に5つの異なるSMICが並存する状況が生じてしまった。
2002年のフィヨン法によって、2005年7月1日にすべてのSMICは1時間当たり8.03ユーロへと統一された。
そして、2007年7月1日、サルコジ大統領に代わって初めてのSMIC見直しでは、政府の自由裁量による後押し分を抑えるようにし、引上げは法定分に限るようにした。そのため、自由裁量による引き上げは2012年7月1日のオランド大統領政権下で行われた物価上昇分（1.4%）に加えた0.6%の上昇分上乗せして以降は、「後押し分」の引上げは行われていない
2018年12月10日夜、2018年11月17日から発生したフランス全土で燃料税増税や生活費高騰などに反対する暴力的な抗議行動に対して、エマニュエル・マクロン大統領は、国民に向けたテレビ・スピーチで、抗議活動に対する対応策を発表した。
その対応策の1つに使用者が負担せず、政府が負担する形で、最低賃金を100ユーロ引き上げることであった。
事実、活動手当が2019年1月に月額100ユーロ引き上げている。活動手当は、18歳以上の低所得就労者向けに政府から支給されている給付金であり、世帯構成や収入額に応じて支給されている。平均で月額158ユーロ、子供がいない独身世帯で収入が月額1,550ユーロの場合の支給月額は133ユーロである。ちなみに、フルタイムで週35時間就労した場合の月額最賃は1,522ユーロである。
その後、2019年コロナウイルス感染症流行による経済悪化を受けて、2021年の最低賃金額の引き上げに物価と平均賃金の上昇分だけでなく、政府裁量を追加するよう労働組合側（フランス労働総同盟や労働者の力等）が求めていたが、雇用維持を優先することにしたため、引き上げ率を0.99％程度と試算して、引き上げた。そして、2021年以降で物価上昇を理由とする定例以外の引き上げが以下のように、5回行われた。
1回目：2020年11月から2021年8月にかけて物価上昇率が2％を超えたため、2021年10月から2008年7月以降で最大の上げ幅である物価上昇分の2.2％の引き上げが行われ、時給10.25ユーロから10.48ユーロとなった。
2回目：ロシアのウクライナ侵攻により、エネルギー価格の高騰などの物価上昇を受けて、2022年5月に約2.65%引き上げられ、時給10.57ユーロ（2022年1月時点）から時給10.85ユーロとなった。
3回目：2022年8月に2回目と同様の理由により、2.01%の引き上げが行われ、時給10.85ユーロから時給11.06ユーロとなった。
4回目：2022年11月からの物価上昇率が2023年3月時点で2％を超えたため、2.22％引き上げて、2023年5月に時給額を11.27ユーロから11.52ユーロとなった
5回目：2023年11月からの物価上昇率が2024年9月時点で2％に達したため、1.97%引き上げて、2024年11月に時給額を11.65ユーロから11.88ユーロとなった。
上記の短期間の間に引き上げを行った影響で、フランス国内の最低賃金を下回る労働協約が続出し、2022年8月1日時点においては、約9割が最低賃金を下回った。また、賃上げを巡りエネルギー産業では、2022年6月にストライキが起こっている。
2024年1月時点で従業員5,000人以上をカバーする171の業種の産業別協約うち、協約で定めた最低賃金がSMICを下回った業種は105と全体の約61.4%を占めており、多くの業種でSMICを下回っていた。但し、協約で定めた最低賃金がSMICを下回った場合、雇用主は労働者に対して、少なくとも一般最低賃金の額で賃金を支払わなければならない。逆に言えば、SMICで定めた最低賃金額で支払えばいいため、協約最賃がSMICよりも低く設定されている産業の場合、協約で定めた最低賃金がSMICより上回るまで労働者に対してその額で賃金が支払われ続けることになる。特に、農産食品関連の特定の産業では、職業経験が4年から6年あったとしても、あるいは、より高度な資格を保有していたとしても、数年に渡りSMICで定めた最低賃金額で固定されてしまっていると指摘されている。
なお、2024年1月改定時の際、最低賃金で働く労働者のいる企業を対象に行っている社会保障関連拠出の減免では限界があり、最低賃金で働く労働者の雇用に悪影響を与えるとして、後述の専門家委員会から提出された報告書に従って、物価上昇分（1.13％）の引き上げに留めて、時給11.65ユーロへ改定されている。

## 決定方式
SMICの時給額は、以下に挙げる三つによって、決定される。

1. 物価スライド制
消費者物価指数が前回の改定水準より2％以上上昇した場合、指数発表の翌月初日にその上昇分だけ改定される。（労働法 L.141-3条）
消費者物価指数は、世帯主が労働者である都市部の世帯で、タバコを除く295品目の消費者物価を対象として算出される。
2. 年次改定
「労働省による3ヶ月ごとの調査によって記録された平均時間給の購買力の上昇分の2分の1を下回ってはならない」（労働法 L.141-5条） 
「最低賃金の上昇と、一般的経済条件及び国民所得との間の永続的な全ての不均衡を除去しようとするものでなければならない」（労働法 L.141-6条） 
とされる。
以下の i - iii を踏まえて、政府が全国団体交渉委員会に諮問し、答申を受けて命令（デクレ）により改定 
i. 特殊な世帯（一般労働者のうち、生活水準の下位20％の世帯を抽出した世帯）の物価上昇率
2013年2月に従来の消費者物価指数の上昇率基準となる世帯主が一般ワーカーまたは事務系労働者である都市部の世帯の上昇率から改められた。
ii. 生産労働者（一般労働者及び事務系労働者）基本時間給実質上昇率×1/2 以上
iii. 政府の裁量による上乗せ
3. 政府裁量
政府は、年度中あるいは毎年1月1日のSMIC改定の際に、上記1と2のメカニズムから算定される率を超えてSMICを引き上げることができる。
これは政府による「後押し分（coups de pouce）」と呼ばれるものである。
政府裁量額は、団体交渉全国委員会の答申後に政府が決定する。
ただし、2012年7月1日以降は、オランド大統領政権下で行われた物価上昇分（1.4%）に加えた0.6%の上昇分上乗せして以降は、「後押し分」の引上げは行われていない[10]。

全国団体交渉委員会：政府代表4名、労使各18名で構成される。同委員会は、以下のことをする。
- 国家の財政勘定の分析および一般的経済条件についての報告を受け取る。
- 上記の報告の要素と年度途中の改定を考慮に入れた上で、政府に対して、必要があれば多数派及び少数派の意見も報告書も加えてまとめ、理由付き答申を出す。ただし、答申は労使の合意した意見や見解は無い。

また、団体交渉全国委員会の答申は、下記の専門家委員会の年次報告書重視により、実質的な影響を持っていない。
専門家委員会：SMICの改定について意見を述べる独立機関である。
専門家委員会は、経済・社会の領域での能力・経験により選ばれるため、経済・統計の専門家としての性格が強い構成となっている。これらの人選は、雇用労働及び経済担当大臣の提案に基づき、首相によって 5人が任命される。
委員会は、労働市場の発展、生産性の向上、付加価値の分配、企業競争力、比較可能な諸外国の最低賃金の上昇を分析した上で、報告書を提出し、意見を述べる。
また、政府も国家財政分析及び一般的経済状況に関する報告を全国団体交渉委員会に提出する。政府の報告書と専門家委員会の報告書に開きがある場合、政府はその理由を書面で述べる。
専門委員会はサルコジ政権（2007年）下の雇用指針評議会において、賃金構造の硬直化、労働費用が増大していることが指摘された。そのため、雇用の適正な配分を保障するための経済条件に応じたSMICの引上げを可能とするために設置された。
そして、2008年の専門家委員会設置以降、統計データなどが載っている委員会の年次報告書が重視されるようになっている。

## 減額・適用除外
- 17歳以下の年少者（17歳未満の者は20%まで、17歳の者は10%まで）
- 見習い契約労働者及び熟練化契約労働者（年齢及び訓練期間に応じて減額することが認められている）
- 労働時間の管理に適さない労働者（委託販売外交員。但し、一般労働者と同じように労働時間を拘束されている場合は除外されずに最低賃金が適用。）

## 履行保証

### 取締機関
フランスにおいてSMICを運用しているのは、労働・雇用・職業教育・労使対話省（Ministère du Travail, de l’Emploi, de la Formation Professionnelle et du Dialogue social）（以下、労働省）である。
労働省の中で、それぞれが役割分担して、SIMCに関する職務を遂行している。
- SMICの制度枠組みの企画運営担当:労働総局（DGT:Direction générale du travail ）
- SMICを含む労働分野の監督行政担当:地方圏の組織、企業・競争・消費・労働・雇用局（DIRECCTE:Direction régionale des entreprises, de la concurrence, de la consommation, du travail et de l’emploi）

SIMCの履行監視は官庁に所属する監督官によって行われる。
2014年の時点で、労働監督官の総数は 2,236人である。そのうち労働監督官（inspecteur du travail）が1,060人で、労働監督官補（contrôleur du travail）が1,176人である。労働監督官が1人当たり監督対象とする労働者数は、8,139人である。
労働監督官と労働監督官補の違いは、監督対象の企業規模の大きさである。前者は、50人以上を担当し、後者は50人以下を対象とする。その他、労働組合加入者の解雇に関する案件や、労働時間の例外規定に関する処分の決定権は、労働監督官は認められているが、労働監督官補にはないといった違いもある。
労働監督官及び労働監督官補の採用資格は、以下の基準がある。
- 高卒以上
- 職務経験年数が3年以上であることを条件としているが、実際に採用される労働監督官の80％程度は、職業経験が5年以上の者である。

また、これら2つは、労働監督官に業務が集中している現状を踏まえ、遅くとも2020年には、統合される予定である。また、現状の体制や人数に対しては、労働省側は問題ないとしている。

### 違反の把握と調査
監督先の企業を選ぶ方法は2種類あり、1つは労働者側からの監督要請、もう1つは監督者による任意の選定となっている。
調査の方法は、給与支払い明細やタイムカードを調べることによって違反が無いかをチェックする。
またフランスでは、全産業を企業規模関係なく監督する方針である。しかし、政労使で協議した結果、日本の労働監督の方針と同様に、特定の業界を優先的に監督する場合もある。例えば輸送業・運送業界がそういった労働監督の優先度の高い業界となっている。

### 違反の処罰と訴訟
違反があった場合には、まず使用者に対し書類によって改善勧告が行われる。勧告によって改善されなかった場合には、刑法手続きが取られるが、手続きに1年半ほどかかるため、その間に改善されることがほとんどであるという。
また、フランスには労働裁判所がある。この裁判所は、比較的簡単な手続きで訴訟でき、労使のOBが紛争解決にあたる。そのため、労働全般に関する紛争がSIMCに関することも含めて、年間10万件ほど訴えられており、労働裁判所に訴えて労働問題の解決をすることは日常的なことであると言える。
なお、日本の場合は、2022年では6,507件（労働審判：3,208件、労働関係民事通常訴訟：3,299件）である。

## 最低賃金以下の労働者に関するデータ
最低賃金以下で働く者（農業労働者除く）の割合は、2024年1月時点で全労働者のうち14.6%（約266万人）。また、フルタイム労働者では10.6％であるが、パートタイムでは31.3％に跳ね上がる。
産業別・業種別にみてみると、金融及び保険業で最も低く約2％（パートタイム：約4％）である一方、最も高いホテル・レストラン関連業務では約44％(パートタイム：約63％)にのぼる。
更に企業規模に見ると、500人以上は9.4％（フルタイムは6.5％、パートタイムは24.4％）に対して、10人未満は24.2％（フルタイムは19.9％、パートタイムは36.8％）であり、小規模なほど最低賃金水準で働く労働者の割合が高くなる傾向がある。
また、前述の2019年コロナウイルス感染症流行の経済悪化とロシアのウクライナ侵攻によるエネルギー価格の高騰などの物価上昇に対応するため短期間にわたり4回行った急激な引き上げにより2020年以降、その割合が上昇している。そのため、2024年1月改定時には20％近くになることが専門家委員会により指摘されている。更に、パートタイム労働で契約せざるを得ない状況あったり、短期契約で繰り返しせざるを得ない状況により1人親家庭の雇用労働者を中心に貧困に陥っており、単純に最低賃金引き上げだけでは根本的な解決とならず、その状態にある労働者に対して特別措置を講じるべきであることも専門家委員会によって指摘されている
なお、週39時間制から週35時間制に移行したときには、「オブリ保証」（労働時間の差で生じた賃金差額の補填金）によって、最低賃金を上げた。使用者側に対しては補償措置として、国が60億ユーロ程度のコストを使って、2003年から2006年までの間、法定最低賃金の1.7倍を上限とする低賃金労働者の社会保障費の減免を行っている。